# ألياف صوارية
الألياف الصوارية (بالإنجليزية: commissural fibers) أو الألياف المستعرضة هي هياكل المادة البيضاء التي تربط نصفي الكرة المخية ببعضهما البعض. وعلى النقيض منها ألياف الارتباط التي تربط مناطق في القشرة المخية الموجودة في أحد النصفين فقط، فهي لا تتجاوز نصف كرة المخية لتصل للنصف الآخر، وألياف الإسقاط التي تربط كل منطقة بالأجزاء الأخرى من الدماغ أو بالحبل الشوكي.

## البنية
تشكل الألياف الصوارية السبل العصبية التي تضم الجسم الثفني، والصوار الأمامي والصوار الخلفي.

### الجسم الثفني
يمثل الجسم الثفني أكبر سبيل صواري في الدماغ البشري. يضم ما يقارب 200-300 مليون محوار رابط بين نصفي الكرة المخية. تبرز أهمية الجسم الثفني في الاتصال بين نصفي الكرة المخية.
أشارت دراسة حديثة حول الأفراد المصابين بانعدام تكون الجسم الثفني إلى وجود دور جوهري للجسم الثفني في استراتيجيات حل المشكلات، وسرعة المعالجة اللفظية والأداء التنفيذي. ثبت على وجه التحديد أن غياب الجسم الثفني كامل التطور مرتبط بشكل وثيق مع اضطراب سرعة المعالجة اللفظية وحل المشكلات.
قدمت دراسة أخرى حول الأفراد المصابين بالتصلب المتعدد العديد من الأدلة على ارتباط الشذوذات البنيوية والبنيوية المكروية للجسم الثفني مع خلل الوظيفة المعرفية. ثبت على وجه التحديد حدوث خلل في كل من الذاكرة اللفظية والبصرية، وسرعة معالجة المعلومات والمهام التنفيذية بالمقارنة مع الأفراد السليمين. ظهر أيضًا ارتباط بين الإعاقات الجسدية لدى مرضى التصلب المتعدد والشذوذات الناشئة في الجسم الثفني، لكن بدرجة أقل من الوظائف المعرفية.
باستخدام صورة مصفوفة الانتشار، تمكن الباحثون من إنتاج تصور مرئي لشبكة الألياف هذه، إذ يظهر الجسم الثفني مميزًا بتنظيم طبوغرافي أمامي خلفي موحد مع القشرة المخية.

### الصوار الأمامي
الصوار الأمامي (يُعرف أيضًا باسم مقدم الصوار) هو سبيل عصبي رابط بين الفصين الصدغيين لنصفي الكرة المخية عبر الخط المتوسط، إذ يقع أمام أعمدة قبو الدماغ. تعبر الغالبية العظمى من الألياف الرابطة بين نصفي الكرة المخية عبر الجسم الثفني، الذي يزيد حجمه عشرة أضعاف عن الصوار الأمامي، وتعبر طرق الربط الأخرى عبر صوار الحصين أو، بشكل غير مباشر، عبر الوصلات تحت القشرة. مع ذلك، يُعتبر الصوار الأمامي مسارًا هامًا من الممكن تمييزه لدى جميع الثدييات بشكل واضح.
استطاع الباحثون، من خلال استخدام صورة مصفوفة الانتشار، تحديد الموقع التقريبي للصوار الأمامي في مكان عبوره الخط المتوسط للدماغ. يتخذ هذا السبيل عند ملاحظته شكلًا شبيهًا بالدراجة عند تفرعه عبر مناطق مختلفة من الدماغ. من خلال نتائج صور مصفوفة الانتشار، أمكن تصنيف الصوار الأمامي إلى نظامين من الألياف: 1) الألياف الشمية و2) الألياف غير الشمية.

### الصوار الخلفي
الصوار الخلفي (يُعرف أيضًا باسم صوار المهيد) هو سبيل عصبي مستدير عابر للخط المتوسط على الجانب الظهري للنهاية العليا من المسال الدماغي. تبرز أهميته في منعكس الحدقة تجاه الضوء ثنائي الجانب.
بالاستناد إلى الدلائل المختلفة، يُعتبر الصوار الخلفي سبيلًا مسؤولًا عن المعالجة اللغوية بين النصفين الأيسر والأيمن للكرة المخية في الدماغ. يربط أيضًا النوى أمام السقفية. نشرت المجلة الطبية الإيرلندية مؤخرًا دراسة حالة حول دور الصوار الخلفي في الربط بين القشرة القذالية اليمنى ومراكز اللغة في نصف الكرة المخية الأيسر. تفسر هذه الدراسة كيفية استقبال القشرة البصرية اليمنى للمعلومات البصرية الواردة من الجزء الأيسر للحقل البصري، ثم نقلها إلى نظام تشكيل الكلمات في نصف الكرة المخية الأيسر بواسطة الصوار الخلفي وشريط الجسم الثفني. قد يتسبب اضطراب الصوار الخلفي في تطور تعذر القراءة دون حدوث عجز عن الكتابة. تظهر دراسة الحالة، فيما يتعلق حدوث تعذر القراءة دون عجز عن الكتابة، وجود دور جوهري للصوار الخلفي في نقل المعلومات من القشرة القذالية اليمنى إلى مراكز اللغة في نصف الكرة المخية الأيسر.

### بنى أخرى
القيثارة أو صوار الحصين.

## الوظائف
التقدم في السن
يشير تراجع الألياف الصوارية في الجسم الثفني المرتبط بالتقدم في السن إلى دور هذه الألياف في الذاكرة والوظائف التنفيذية. ترتبط الألياف الخلفية في الجسم الثفني بالذاكرة العرضية على وجه التحديد. ويرتبط تدني المعالجة الإدراكية أيضًا بتراجع صحة الألياف القذالية في الجسم الثفني. تشير الأدلة إلى أن ركبة الجسم الثفني لا تساهم إلى حد كبير في مجال معرفي واحد عند كبار السن. ومع تراجع الاتصال الليفي في الجسم الثفني بسبب التقدم في السن، تظهر آليات معاوِضة في مناطق أخرى من الجسم الثفني والفص الجبهي. يمكن أن تفسر هذه الآليات المعاوضة التي تحسّن الاتصال في مناطق أخرى من الدماغ، قدرة المسنين على أداء الوظائف التنفيذية رغم انخفاض الاتصال في مناطق من الجسم الثفني.
تُظهر اختبارات التوازن عند كبار السن تراجعًا بالمقارنة مع البالغين الأصغر سنًا. ويمكن أن يفسر تراجع صحة المادة البيضاء في الجسم الثفني عند الأفراد الأكبر سنًا انخفاض القدرة على تحقيق التوازن عندهم. قد ترتبط التغيرات في سلامة المادة البيضاء في الجسم الثفني بانخفاض الوظائف المعرفية والحركية أيضًا. وتؤثر التغيرات في المادة البيضاء على النقل العصبي ومعالجة المعلومات الحسية الحركية. يرتبط تنكس المادة البيضاء في ركبة الجسم الثفني باعتلالات المشية والتوازن وجودة الضبط الحركي.

## عند الحيوانات الأخرى
يسمح الجسم الثفني بالتواصل بين نصفي الكرة المخية ولا يوجد إلا في الثدييات المشيمية. يعمل الصوار الأمامي بوصفه وسيلة أساسية للاتصال بين نصفي الكرة المخية في الشقبانيات، ويحمل كل الألياف الصوارية الناشئة عن القشرة الجديدة، أما عند الثدييات المشيمية، يحمل الصوار الأمامي بعض هذه الألياف فقط.